# フリント郡区 (ミシガン州ジェネシー郡)
フリント郡区（英: Flint Charter Township）は、アメリカ合衆国ミシガン州ロウアー半島の南東部ジェネシー郡の郡区である。ある程度の自治権を付与されたチャーター郡区の形態を採っている。フリンと郡区の東隣にはフリント市もあるが、管理は互いに自立している。2010年国勢調査での郡区人口は31,929 人だった。

## 歴史
ロウアー半島が入っていた北西部領土の中でウェイン郡が設立された。1819年、チッペワ族インディアンとの間にサギノー・バレー条約が調印された。1836年、サギノー・インディアンのペワニゴ族がアメリカ合衆国との条約に調印し、ミシシッピ川の西にある13か所の土地と引き換えに、後にジェネシー郡となる場所に残っていた土地を全て譲渡した。土地はインディアンの利益のために売却されることとしていた。
1833年3月9日、グランドブランク郡区が組織された。当時のその範囲には、測量タウンシップであるフリント郡区など、後のジェネシー郡に入る多くの郡区が含まれていた。この地域で最初の恒久的な開拓者は1835年に到着したエリジャ・カーマンとその家族だった。フリント郡区は1836年3月2日に組織され、その中には現在のバートン市、クレイトン郡区、フラッシング郡区、マウントモリス郡区、ジェネシー郡区、セットフォード郡区、ビエナ郡区、モントローズ郡区が入っていた。第2の開拓者であるジェシー・トーリーとその家族がセクション第24に移転し、1836年にトーリー開拓地を始めた。同年、ウィリアム・N・スタナードが、セクション第35でスタナード開拓地を設立した。
| 開拓地     | セクション | 設立者                    | 設立年 |
| ---------- | ---------- | ------------------------- | ------ |
| トーリー   | 24         | ジェシー・トーリー        | 1836年 |
| ダイ       | 20         | ルーベン・ダイ            | 1843年 |
| アルティ   |            |                           |        |
| クロンク   | 7, 8       | ジェイムズ・W・クロンク   | 1837年 |
| スタナード | 35         | ウィリアム・N・スタナード | 1836年 |
| カーター   |            |                           |        |
| クロッカー |            |                           |        |

1837年、ビエンナ郡区が組織され、後のモントローズとセットフォードの各郡区が含まれていた。1837年、ジェイムズ・W・クロンクがセクション第7と第8に入植し、そこに自分の名前を付けた。
1838年3月6日、ジェネシーとフラッシングの各郡区が分離された。1838年フリント郡区のセクション第23、スワーツ・クリークの岸に最初の学校校舎が建設された。この郡区の中に10もの教育学区が設立され、そのうちの幾つかはその後合併した。現在のフリント郡区は主にカーマン・エインズワース教育学区が管轄している。
1839年4月19日、フリント郡区からカースリー郡区が分離したが、1843年3月7日には元に復された。1846年3月25日、クレイトン郡区が分離した。1855年10月12日、バートン郡区が分離し、現在のフリント市が法人化されてその地域がフリント郡区から離れた。その後バートンが分離した1855年10月12日から、一時的に1856年2月5日までガーランド郡区と呼ばれていた。
1953年、フリント郡区ではウェストヘイブン市と法人化の議論を始めたが、その後、その計画は否決された。1959年、スワーツクリークが法人化され、オッターバーン地域が分離された。フリント市がGMのヴァンスライク工場を併合した後、郡区を法人化してグランドビューハイツ市とする案が住民投票に付された。その住民投票のもう1つの案件は新市長の選出だった。法人化の提案は否決され、一方、当時郡区監督官のトム・マンサーは市長に当選した。1970年8月、ミラー道路とリンデン道路に面してジェネシー・バレー・センターがオープンした。

## 地理
アメリカ合衆国国勢調査局に拠れば、郡区の全面積は23.6平方マイル (61 km2)であり、全てち陸地である。フリント郡区はフリント市の南西側に接して、ほぼ"L"字の形をしており、州間高速道路69号線と同75号線のインターチェンジで南北に2分され、南にはビショップ空港やマンディ郡区がある。

## 人口動態
以下は2000年の国勢調査による人口統計データである。
| 基礎データ - 人口: 33,691 人 - 世帯数: 13,972 世帯 - 家族数: 9,025 家族 - 人口密度: 550.5人/km2（1,425.5 人/mi2） - 住居数: 14,864 軒 - 住居密度: 242.9軒/km2（628.9 軒/mi2） 人種別人口構成 - 白人: 77.77% - アフリカン・アメリカン: 16.12% - ネイティブ・アメリカン: 0.61% - アジア人: 2.20% - 太平洋諸島系: 0.02% - その他の人種: 0.75% - 混血: 2.55% - ヒスパニック・ラテン系: 2.33% | 年齢別人口構成 - 18歳未満: 24.4% - 18-24歳: 8.6% - 25-44歳: 28.0% - 45-64歳: 22.9% - 65歳以上: 16.1% - 年齢の中央値: 38歳 - 性比（女性100人あたり男性の人口） - 総人口: 87.5 - 18歳以上: 82.2 世帯と家族（対世帯数） - 18歳未満の子供がいる: 30.4% - 結婚・同居している夫婦: 45.5% - 未婚・離婚・死別女性が世帯主: 14.9% - 非家族世帯: 35.4% - 単身世帯: 30.5% - 65歳以上の老人1人暮らし: 12.6% - 平均構成人数 - 世帯: 2.36人 - 家族: 2.94人 | 収入と家計 - 収入の中央値 - 世帯: 39,718米ドル - 家族: 48,763米ドル - 性別 - 男性: 41,449米ドル - 女性: 26,933米ドル - 人口1人あたり収入: 22,216米ドル - 貧困線以下 - 対人口: 10.4% - 対家族数: 7.8% - 18歳未満: 15.4% - 65歳以上: 6.5% |

## 政治
アメリカ合衆国議会下院では、ミシガン州第5選挙区に属している。ミシガン州議会下院では第49選挙区に属している。

## 交通
ビショップ国際空港がフリント郡区に隣接し、一部は領域に入っている。郡区内には大量交通公社のバス便が運行されている。さらに州間高速道路75号線、同69号線、およびアメリカ国道23号線の3本の幹線道が通っており、ビショップ国際空港から1マイル (1.6 km) の位置で交差している。鉄道は、グランド・トランク・ウェスタン鉄道、CSXトランスポーテーション、ミシガン・セントラル鉄道の3線が通っており、郡区の北側境界で交差している。